# Markus Ries (Mediziner)

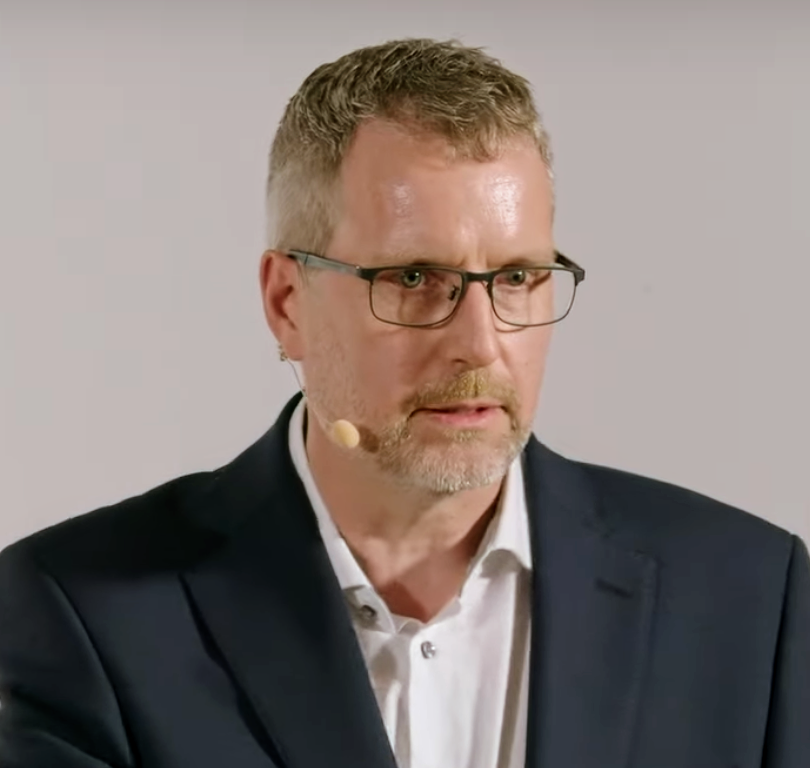
Markus Ries (2024)

Markus Ries (* 1971 in Bad Hersfeld) ist ein deutscher Kinderarzt, Wissenschaftler, Hochschullehrer und Sanitätsoffizier. Er wirkt als außerplanmäßiger Professor an der Medizinischen Fakultät der Universität Heidelberg. Seine Forschungsarbeiten erstrecken sich auf die Gebiete seltene Erkrankungen, Resilienz und Katastrophenmedizin.

## Werdegang
Markus Ries hat Medizin an der Johannes Gutenberg-Universität Mainz studiert und wurde dort mit magna cum laude zum Dr. med. promoviert. Sodann wurde er an der Rheinischen Friedrich-Wilhelms Universität Bonn und den National Institutes of Health, USA, zum Dr. rer. nat. mit magna cum laude promoviert. Markus Ries erwarb einen Master of Health Sciences in Clinical Research von der Duke University, USA, und einen Master of Arts in Civil-Military Interaction von der Helmut-Schmidt-Universität Hamburg. Er arbeite aktiv an fünf erfolgreichen Arzneimittelentwicklungsprogrammen und verfügt daher über Erfahrungen in der Medikamentenentwicklung von Biologika als auch kleinen Molekülen. Nach beruflichen Stationen in der pharmazeutischen Industrie und biomedizinischen Forschung in den USA und der Schweiz kehrte er nach Deutschland zurück und schloss eine Weiterbildung zum Facharzt für Kinder- und Jugendmedizin am Universitätsklinikum Heidelberg ab. An der Medizinischen Fakultät Heidelberg lehrt und forscht Markus Ries als außerplanmäßiger Professor. Er leitete das Zentrum für virtuelle Patienten der Universität Heidelberg und wirkt als Forschungsleiter für Krisenvorsorge und Resilienz im Krisen- und Katastrophenmanagement der Universitätsklinik Heidelberg. Markus Ries ist Oberstarzt d.R. im Sanitätsdienst der Bundeswehr und koordinierte als Sanitätsstabsoffizier umfangreiche Hilfeleistungen während der COVID-19-Pandemie.

## Wissenschaftliche Schwerpunkte
- Seltene Erkrankungen: insbesondere neurogenetische Erkrankungen, quantitativer natürlicher Verlauf und Therapieentwicklung.[3][2][11][12]
- Resilienz und Katastrophenmedizin: insbesondere auf individueller, institutioneller und gesellschaftlicher Ebene mit einem Fokus auf Kinder und Jugendliche bei Katastrophen. Markus Ries untersucht interdisziplinär Ansätze zur Resilienzförderung bei Kindern und Jugendlichen in Krisen und Katastrophen aus medizinischen und bildungswissenschaftlichen Perspektiven.[3][2][13][14]

## Publikationen
Markus Ries hat mehr als 100 wissenschaftliche Arbeiten veröffentlicht. Diese Publikationen erstrecken sich auf die Gebiete seltene neurogenetische Erkrankungen, Medikamentenentwicklung, Resilienz in Krisen und Katastrophen sowie Public Health Strategien.

## Editor in internationalen Fachzeitschriften und Mitgliedschaften
Markus Ries ist Mitglied der Editorial Boards der internationalen Fachzeitschriften Nature Scientific Reports, PLOS ONE und Journal of Inherited Metabolic Disease.
Er ist Fellow des American College of Clinical Pharmacology, Fellow des International Board of Disaster Medicine und wurde 2023/24 als Fellow in das Marsilius-Kolleg der Universität Heidelberg berufen.

## Wirken in der COVID-19-Pandemie
Während der COVID-19-Pandemie kartierte Markus Ries gemeinsam mit dem Heidelberg Institute for Geoinformation Technology die weltweite klinische COVID-19-Forschung und koordinierte als Sanitätsstabsoffizier die medizinischen Hilfeleistungen der Bundeswehr zur sektorenübergreifenden Pandemiebekämpfung mit über 700 Soldaten aus 20 militärischen Einheiten in der Region Heidelberg. Des Weiteren leistete er Beiträge zur Stärkung der Krisenbewältigung sowie zum verbesserten Verständnis der pandemischen Chaosphase und Infodemie.